# 27/Qué placer Tour
Es la segunda gira que desarrolló la banda de rock argentino Ciro y los Persas. Se realizó para presentar sus discos 27 y Qué placer verte otra vez. Comenzó el 17 de noviembre de 2012 y terminó el 18 de mayo de 2016. Esta gira se destaca por el enorme recorrido que la banda hizo por el país y los ocho shows en el estadio Luna Park que dieron en diciembre de 2012 y abril y mayo de 2013 en la presentación oficial de este disco, el segundo de la banda y en estudio. Durante ese año, antes de esos shows, la banda dio varios shows por la zona norte de la Argentina y dieron un show en el Mastai. Esta gira se destaca también por los dos shows en el estadio de Ferro en abril y octubre de 2014. Luego de este enorme recorrido que dieron durante casi 4 años, la banda se metió a grabar su álbum doble, el número tres en su carrera, que se titula Naranja persa.

## Lanzamiento del disco, gira, participación en TV, disco en vivo y posteriores conciertos

### 2012
El 14 de noviembre sale este disco, y se titula 27. Consta, al igual que el disco anterior, una totalidad de 15 temas. El nombre del disco se debe a que según Ciro, el 27 es su número de suerte. Del disco se destacan éxitos como «Astros» (tema de la década del '90 cuando estaban Los Piojos), «Mírenla», «Me gusta», «Barón Rojo» y «Caminando. El primer tema de este disco cuenta con una nueva participación de Miguel Ángel Rodríguez. Se dice que el tema de apertura de este disco fue escrito antes de la salida de 3er Arco, cuya letra contó con la autoría de quien fue, hasta ese entonces, la esposa de Andrés Ciro Martínez y madre de sus dos hijas, Carolina de la Presa. Cuatro temas de este disco contienen videoclip. «Mírenla» está dedicado a Jazmín De Grazia, quien murió por asfixia en una bañadera. «Me gusta», otro de los temas de este disco, cuenta con la participación de Katja Martínez de la Presa, Manuela Martínez de la Presa y Alejandro Ciro Martínez Simonetti, este último es hijo de Ciro y Constanza Simonetti, su exesposa. Su videoclip fue filmado el 24/08/2013 en el estadio de Unión de Santa Fe. «Fácil» está dedicado a Piti Fernández, quien desde 2008 está distanciado de Ciro. En Tango del diablo, el líder y frontman de Ciro y los Persas le dedica una estrofa a Sebastián Cardero, quien tres años antes le había hecho juicio a la banda anterior por haber cobrado menos que el resto. «Héroes de Malvinas» está dedicada a los caídos en la guerra desarrollada en 1982. El disco cierra con «Tango del diablo», compuesto por Charly García y a dúo con los hermanos Jorge Cordone y Juan Carlos Cordone. Otro de sus temas, que quedó afuera, se filtró mientras se grababa este disco, pero con una letra similar a la del álbum sucesor. Este se titula Dicen. La gira de este disco comienza el 17/11/2012 en el Festival Mastai 2012, que se desarrolló en el Balneario Municipal de San Pedro. En el festival también participaron Jauría, la banda de Micky Rodríguez que se llama La Que Faltaba, los uruguayos de La Vela Puerca, Nonpalidece y el francés nacionalizado español Manu Chao, que hasta entonces llevaba cuatro discos de estudio editados y varios discos en vivo en su haber, por lo que el 20 de septiembre de 2024 se editó su quinto disco de estudio solista que se llama Viva tú, siendo este el primero en 17 años, y coincidió con No Te Va Gustar en Mendoza (Capital). Luego tocaron en Formosa (29 de noviembre), Corrientes (1 de diciembre), Posadas (2 de diciembre), San Juan (7 de diciembre) y Maipú (8 de diciembre) estos dos últimos coincidieron con El Cuarteto de Nos en Godoy Cruz y Venado Tuerto y La Vela Puerca en Buenos Aires, hasta llegar a la presentación oficial del disco en el estadio Luna Park los días 13, 14 y 15 de diciembre.  Fue así que Ciro despidió el año. Luego de esto se produce el retiro de Diego Mano, quien fue reemplazado por el ya extecladista Nicolás Raffetta. En ese mismo año, Andrés Ciro Martínez participó del disco debut de La Que Faltaba. Se encargó de grabar las voces para su canción Otra vez, décima pieza de este disco.

### 2013
Comienzan el año tocando en el Club Parque Sur de Concepción del Uruguay el 25 de enero. Este show marcó el debut de Nicolás Raffetta como tecladista de la banda. Dos días después tocan en el estadio Polideportivo Islas Malvinas de Mar del Plata, donde Ciro tocó en su época con Los Piojos 12 años antes, es decir el 27/01/2001 en el marco de la gira de presentaciones de Verde paisaje del infierno, disco que fue producido por Ricardo Mollo, lanzado el 27/10/2000 y presentado el 16/12/2000 en el estadio de Atlanta. El 9 de febrero la banda participa en la decimotercera edición del Cosquín Rock en Santa María de Punilla. En esa fecha participaron también Arpeghy, Fito Páez, La 25, Zumbadores, Salta La Banca, entre otros y coincidió con No Te Va Gustar y Larbanois & Carrero en Durazno (Uruguay). Dos días después participaron en la Fiesta Nacional de la Manzana en la ciudad de General Roca, realizada nuevamente en el predio homónimo. Además, tocaron Estelares y los uruguayos de El Cuarteto de Nos, banda liderada hasta el día de la fecha por Roberto Musso. 12 días después partieron hacia Costanera Oeste de Santa Fe para formar parte del Festival Música en el Río 2013, junto a Cabezones. El 01/03 participaron por primera vez en un programa de televisión, que se llama Pura Química y fue conducido desde 2010 hasta 2014 por Germán Paoloski. 22 días después, es decir el día 23/03, la banda regresa a Rosario para tocar otra vez en el Anfiteatro Municipal Humberto de Nito en coincidencia con La Vela Puerca en Sunchales y No Te Va Gustar en Salto, mientras que el 19/04 hacen de la partida en el estadio Atenas de La Plata, en un concierto a beneficio de los afectados por las inundaciones del 2 y 3 de abril. Los días 26, 27 y 30 de abril se produce su regreso al estadio Luna Park, donde continúan con la gira de presentaciones del segundo disco. Se agregaron dos funciones para los días 4 y 5 de mayo, por localidades agotadas. Esos recitales fueron denominados Lunas de alto vuelo. En cada comienzo, Ciro aterrizaba sobre el escenario a bordo de una réplica del Barón Rojo, del cual la canción del segundo disco lleva el nombre, y cuyo videoclip fue filmado al año siguiente. En el show del 30 tuvieron invitados como Emiliano Brancciari y Denis Ramos de No Te Va Gustar. Los shows del 26 y 27 coincidieron con los shows de No Te Va Gustar, el primero en Santa Fe de la Vera Cruz y el segundo en Rosario. El 11 de mayo, la banda tocó por primera vez en un estudio de grabación. El mini show tuvo lugar en los estudios ION, por donde pasó fugazmente Divididos, La Vela Puerca y La Renga hizo lo propio 17 años antes, es decir en 1996 cuando grabaron el tercer disco de estudio, el cuarto en su carrera, que se llama Despedazado por mil partes. El disco fue producido por el líder de Divididos Ricardo Mollo, y presentado en cuatro funciones a full los días 13, 14, 20 y 21 de diciembre en el estadio Obras. Tres días después, es decir el 14 de mayo la banda llega por segunda vez a San Salvador de Jujuy para brindar un concierto en el estadio Federación. El último concierto tuvo lugar el 8 de julio de 2011. Siguen rondando por el norte argentino el 15 y 17 de mayo, con shows Salta y San Miguel de Tucumán. Tuvieron lugar en el estadio Delmi y en el estadio de Central Córdoba. El 18 de mayo tocan en la Plaza Añoranzas de Santiago del Estero, donde La Renga hizo lo propio el 18/10/2008 en el marco de las presentaciones de Truenotierra, el sucesor de Detonador de sueños. Ese día, Rata Blanca dio un concierto en el Microestadio Malvinas Argentinas en el marco de su gira por los 25 años de trayectoria. Los shows del 17 y 18 coincidieron con No Te Va Gustar, el primero en Nueva Helvecia y el segundo en Las Piedras. El 25 de mayo, en el marco del 203° aniversario de la Revolución de Mayo, la banda se presenta en el Teatro Vórterix de Buenos Aires por primera vez en su historia donde lo hizo La Vela Puerca en 2012 (18 de septiembre y 19 de septiembre y 2 de octubre y 3 de octubre). El 07/06/2013 vuelven a Córdoba para tocar en la Plaza de la Música, mientras que el 12 y 13 de junio hacen un doblete en el estadio de Villa Mitre de Bahía Blanca. Luego del doblete, la banda toca el 16 de junio en el Club Bomberos Voluntarios de Bariloche donde lo hizo La Vela Puerca. El 18 de junio, la banda vuelve nuevamente a Comodoro Rivadavia para dar un concierto exclusivo en el Predio Ferial. Al día siguiente tocan en el Gimnasio Municipal N°1 de Trelew. El 22, la banda llega a Neuquén para tocar por primera vez en el estadio Ruca Che. Tiempo después tocan en el Anfiteatro Martín Fierro de Tandil, en un show que tuvo lugar el 3 de agosto. Días después tocan en el Complejo Municipal General San Martín, de Junín. El 24 tocan en el estadio de Unión de Santa Fe donde lo hizo No Te Va Gustar  Y La Vela Puerca  en coincidencia con La Vela Puerca en el estadio Luna Park de Buenos Aires  . De este recital se extrae el videoclip del tema Me gusta, que comenzaría a rondar por los canales de música. 10 días después, la banda llega a la capital catamarqueña, tocando así en el Club Sportivo Villa Cubas de San Fernando del Valle de Catamarca, donde hicieron lo propio Rata Blanca y La Renga en los años anteriores. El 6 de septiembre vuelven a la Plaza de la Música de Córdoba y dos días después tocan en el Taragüí Rock 2013 en Corrientes, junto a bandas como Kapanga, La que Faltaba y Salta La Banca, banda liderada por Santiago Aysine, uno de los sobrevivientes de la tragedia de Cromañón que ocurrió el 30/12/2004. El día 22 de septiembre participan de la Fiesta de la Primavera, que tuvo lugar en la Plaza San Martín de Monte Hermoso. El 28 tocan en San Carlos. El show se desarrolló en el Anfiteatro Neyu Mapu. El día 8 de octubre, a 7 años del accidente de ECOS, la banda toca en el Microestadio de Ferro junto a bandas de la talla de Los Pericos, Los Tipitos, Los Auténticos Decadentes, La Franela, Catupecu Machu y el solista León Gieco. Luego del show en Ferro partieron hacia Córdoba nuevamente para tocar en el Club Bomberos Voluntarios de San Francisco. Dos días después brindaron un concierto en el Anfiteatro Ave Fénix de San Luis. Dan tres shows en Uruguay el 24, 25 y 26 de octubre, precisamente en Montevideo y Carmelo. El último concierto coincidió con La Vela Puerca en Florida (Uruguay). Estos tres shows marcaron el regreso de Andrés Ciro Martínez a Uruguay tras 9 años. La última vez del líder en territorio uruguayo tuvo lugar el 10 de octubre de 2004, con su banda anterior. Se desarrolló en el marco del Centenariazo. El 4 de noviembre, la banda vuelve a la Argentina para tocar en la décima y última edición del Festival Quilmes Rock, desarrollada en el Parque de la Ciudad, actual Ciudad del Rock. Tocaron también Guasones, La Perla Irregular, La Perra Que los Parió, La Que Faltaba y Viva Elástico. En el recital, Ciro anunció un show en el estadio de Ferro para el día 26/04/2014. El 6 de diciembre, la banda despide el año otra vez en Rosario en coincidencia con La Vela Puerca en Godoy Cruz.

### 2014

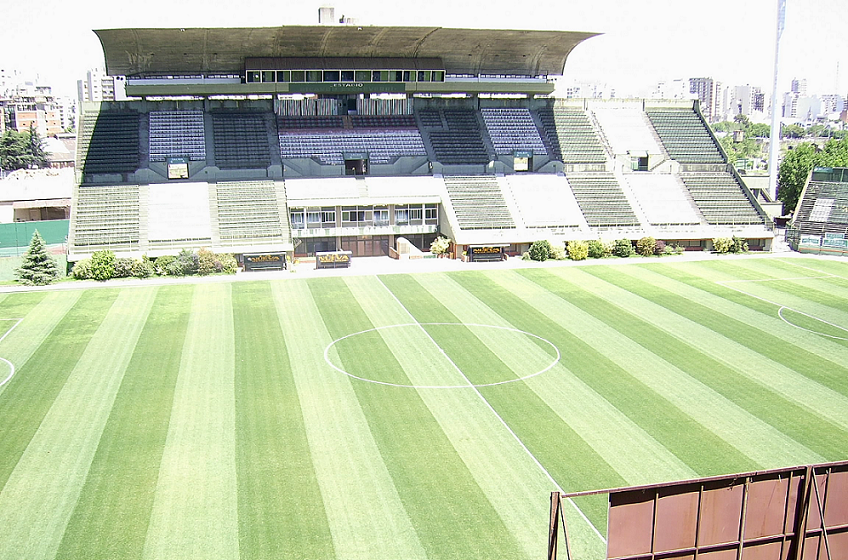
Estadio Arquitecto Ricardo Etcheverri, lugar donde la banda realizó dos fechas, el 26 de abril y el 18 de octubre de 2014, ante más de 30.000 personas en ambos shows

Comienzan el año tocando en Low Disco, de Sunchales, y una semana después, es decir el 25 de enero, tocan en el estadio Polideportivo Islas Malvinas, en su regreso a Mar del Plata. El 9 de febrero tocan en el Paseo de la Costa en  Neuquén, en el marco de la Fiesta de la Confluencia 2014. 10 días después hacen lo propio en la Fiesta Nacional del Sol, desarrollada en el estadio Parque de Mayo en San Juan. El día 21 tocaron en la Fiesta del Lago realizada en el Anfiteatro del Bosque, de Calafate. El 22 y 25 de febrero, la banda toca dos veces en Chubut. El 3 de marzo, la banda participa en la edición número 14 del multitudinario festival Cosquín Rock en  Santa María de Punilla. Tocaron junto a La Vela Puerca, Dancing Mood, Alborosie, Babasónicos, Kameleba, Eruca Sativa y otras bandas más. El 5 de abril la banda regresa a Uruguay para participar del Festival del Prado 2014 en Montevideo. Tocaron junto a dos bandas locales: Buenos Muchachos y La Vela Puerca, y la banda argentina Las Pelotas, liderada hasta el día de hoy por el ex Sumo Germán Daffunchio en ese concierto tuvieron como invitados Sebastian Teysera y Sebastian Cebreiro, de La Vela Puerca y también con Ruben Rada. 12 días después, Ciro y su banda tocan en el Anfiteatro del Río Uruguay de Paysandu, donde tocó Divididos allá por marzo de 2002. Este show se realizó en el marco de la Semana de la Cerveza 2014. Tocaron junto a La Vela Puerca. El 26 de abril volvieron a la Argentina. La sede elegida para el recital de regreso a Buenos Aires fue el estadio de Ferro, siendo este el primer estadio en la carrera de Ciro luego de la separación de Los Piojos. Dicho acontecimiento no sucedió exactamente desde el 30/05/2009, cuando Los Piojos realizaban su último show en el estadio de River ante 65.000 personas que presenciaron esa noche. El recital contó con la presencia de Micky Rodríguez y las hijas de Ciro. El cantante no tocaba de manera independiente en Caballito desde el 8 y 9 de noviembre de 1996, cuando dio un doblete demoledor en el Microestadio de Ferro en la presentación del tercer disco de Los Piojos titulado 3er Arco. Oficialmente no tocaba en el estadio de Ferro desde el día 22 de octubre de 2004 en la segunda edición del legendario Quilmes Rock. Luego de aquel multitudinario concierto, la banda regresó a Mendoza para tocar en la disco El Santo, de Rodeo del Medio, y 7 días después vuelven a Paraná, tocando esta vez en el Club Echagüe de esa ciudad. El 31/05/2014, a 5 años y un día de la separación de Los Piojos, la banda pisa por primera vez suelo paraguayo. El show tuvo lugar en el Casco Antiguo de Asunción. El día posterior, se produce el regreso a la Argentina, dando un recital en el Club Regatas de Corrientes. Los días 4, 6 y 7 de junio realizan una gira por el noroeste argentino, cuyos conciertos tuvieron lugar en San Salvador de Jujuy,  Salta (capital) y San Miguel de Tucumán. El 13 de septiembre tocan por primera vez en el Anfiteatro Juancho Garcilazo de Federación, donde lo hizo No Te Va Gustar en 2013. El 21/09/2014 regresaron otra vez a San Juan, en el marco del Día de la Primavera tocaron con No Te Va Gustar. El día 3 de octubre, la banda toca en la Plaza de la Música en Córdoba, y por localidades agotadas se tuvo que agregar una nueva función para el día 9 de octubre, incluido un concierto en Villa General Belgrano en el medio, con fecha del 8 de octubre. 9 días después, la banda vuelve a tocar en el estadio de Ferro, en coincidencia con Divididos en San Luis y No Te Va Gustar en Minas. El show duró 4 horas, siendo este el más largo de la historia de la banda en sus 5 años de fundación. En el show, subieron al escenario varios excombatientes de Malvinas, y todo el estadio rompió en llanto. Un mes y 11 días después, es decir el 29/11/2014, la banda regresa otra vez al Anfiteatro Municipal Humberto de Nito de Rosario y coincidió con No Te Va Gustar en Parana y La Vela Puerca en San Miguel de Tucumán. El 17 y 18 de diciembre, la banda despide el año con dos shows arrasadores en el estadio Luna Park. En la primera fecha se dio la salida de Pesados Vestigios, la placa de estudio número 9 de La Renga.

### 2015
Comienzan el año tocando en la Playa Mute de Mar del Plata el día 25 de enero y coincidió con La Vela Puerca en San Bernardo (Buenos Aires). El 6 de febrero participan en una nueva edición de la Fiesta Nacional de la Manzana en General Roca. Tocaron junto a Divididos. El 16 de febrero la banda participa en la 15° edición del Cosquín Rock en Santa María de Punilla. Participó Micky Rodríguez como artista invitado. El 9 de marzo, Ciro y los Persas tocaron en el Teatro Griego Frank Romero Day de Mendoza, en el marco de una nueva edición de la Fiesta Nacional de la Vendimia. A fines de agosto salió el primer disco en vivo, titulado Qué placer verte otra vez, en alusión a la frase del tema Antes y después. El disco registra los shows que la banda dio en el estadio de Ferro en los meses de abril y octubre del 2014. En septiembre tocan en Corrientes, Posadas y Montevideo. El recital en Corrientes consistió en la participación de la banda en el Taragüí Rock  ,El recital en Montevideo participaron Emiliano Brancciari y Denis Ramos de No Te Va Gustar como invitados donde lo hizo No Te Va Gustar en 2001 15 de septiembre,2002 12 de octubre,2003 20 de septiembre,2008 11 de abril, 12 de abril y 13 de abril,2011 11 de noviembre, 12 de noviembre y 13 de noviembre y el 2 coincidió con La Vela Puerca en Necochea. El día 30 de octubre, Ciro vuelve otra vez a Córdoba, con un recital que tuvo lugar en la Plaza de la Música y coincidió con La Vela Puerca en Puerto Madryn. Seis días después, es decir el 5 de noviembre, la banda vuelve otra vez a Neuquén. El recital se desarrolló en el Gimnasio del Parque Central donde lo hizo La Vela Puerca el 18 de octubre de 2014. El 7 de noviembre ponen el broche de oro a la Maratón Argentina Corre, cuya sede fue el Skate Park de Rada Tilly coincidió con La Vela Puerca en Rodeo del Medio. 7 días después participan de una nueva edición del Festival Mastai  en San Pedro, junto a Manu Chao, Divididos, Boom Boom Kid, No Te Va Gustar y un par de bandas más y coincidió con La Vela Puerca, Guasones y Los Auténticos Decadentes en Villa Martelli. El 28 de noviembre, la banda llega por primera vez a Chile, participando así del Festival Frontera 2015 junto a numerosos artistas locales y coincidió con No Te Va Gustar en Los Titanes (Uruguay). El 5 de diciembre llegan otra vez a Mendoza para participar en la Fiesta de la Cerveza, ya de regreso en Argentina. El recital tuvo lugar en el Espacio Verde Luis Menotti Pescarmona de Godoy Cruz en coincidencia con No Te Va Gustar en Piriapolis y La Vela Puerca en Bahia Blanca. El 11, 12 y 13 de diciembre despiden el año con tres shows en el estadio Luna Park, el primero y segundo en coincidencia con Divididos en Flores, La Renga en Mar del Plata, La Beriso en La Plata, Rata Blanca en Lima con su Tormenta eléctrica y Almafuerte en Rosario. En el recital del 12 de diciembre estrenaron el primer y único tema nuevo del concierto, que se llama Juira!.

### 2016
Comienzan un nuevo año tocando el 22 de enero en el estadio Polideportivo Islas Malvinas de Mar del Plata, mientras que el 6 de febrero hacen lo suyo en la 16° edición del Cosquín Rock en Santa María de Punilla, en coincidencia con No Te Va Gustar en General Roca. El 7, 10 y 13 de febrero son los encargados de telonear a The Rolling Stones en el Estadio Único de La Plata junto a La Beriso, siendo así las dos bandas que telonearon durante tres conciertos seguidos a la banda británica en Argentina coincidiendo con La Vela Puerca en Santa Maria de punilla,Haedo,Urdinarrain. El 19 de febrero participaron del Fomento Festival 2016, que tuvo lugar en Café del Bosque en Playa Fomento, Uruguay donde lo hizo No Te Va Gustar el 16 de febrero de 2008, 23 de febrero de 2013 y 28 de febrero de 2015 en coincidencia con La Vela Puerca en Mar Del Plata. El recital se iba a realizar originalmente el 8 de febrero, un día después del primer concierto en La Plata, pero por lluvia, se pasó para 11 días después. El 14 de mayo la banda toca en el Salón Metropolitano de Rosario, ya de regreso en Argentina. El concierto coincidió con el de Eruca Sativa, que también tocaba en Rosario, es decir en el Teatro Vórterix de esa ciudad y No Te Va Gustar en Florida. El 18 de mayo, la banda regresó al estadio Luna Park de Buenos Aires, en un concierto que fue realizado a beneficio de los inundados del Litoral. cuando la banda realizaba su gira por los 25 años de trayectoria. Ciro no tocaba en el Luna desde diciembre de 2015. Luego se metieron a terminar su tercer disco de estudio.

## Setlist
Representa el concierto del 26 de abril de 2013 en el estadio Luna Park.
1. "Barón Rojo"
2. "Antes y después"
3. "Te diría"
4. "Insisto"
5. "Curtite"
6. "Desde lejos no se ve"
7. "Caminando"
8. "Tan solo"
9. "Héroes de Malvinas"
10. "Tal vez"
11. "Chacaloop"
12. "Murgueros"
13. "Llévatelo"
14. "Me gusta"
15. "Ruidos"
16. "Media caña"
17. "Servidor"
18. "Tango del diablo"
19. "Mírenla"
20. "Ruleta"
21. "Buenos días Palomar"
22. "Ciudad animal"
23. "L.V.R"
24. "Babilonia"
25. "Astros"
26. "Chucu-chu"
27. "El farolito"
28. "Noche de hoy"

## Conciertos
| Fecha                    | Ciudad                              | País      | Recinto                                    | Asistencia |
| ------------------------ | ----------------------------------- | --------- | ------------------------------------------ | ---------- |
| América del Sur          |                                     |           |                                            |            |
| 17 de noviembre de 2012  | San Pedro                           | Argentina | Balneario Municipal                        | 30,000     |
| 29 de noviembre de 2012  | Formosa                             | Argentina | Club Sarmiento                             |            |
| 1 de diciembre de 2012   | Corrientes                          | Argentina | Club San Martín                            |            |
| 2 de diciembre de 2012   | Posadas                             | Argentina | Club Itapúa                                |            |
| 7 de diciembre de 2012   | San Juan                            | Argentina | Hugo Espectáculos                          |            |
| 8 de diciembre de 2012   | Maipú                               | Argentina | Arena Maipú                                | 4,000      |
| 13 de diciembre de 2012  | Buenos Aires                        | Argentina | Estadio Luna Park                          | 8,500      |
| 14 de diciembre de 2012  | Buenos Aires                        | Argentina | Estadio Luna Park                          | 8,500      |
| 15 de diciembre de 2012  | Buenos Aires                        | Argentina | Estadio Luna Park                          | 8,500      |
| 25 de enero de 2013      | Concepción del Uruguay              | Argentina | Club Parque Sur                            |            |
| 27 de enero de 2013      | Mar del Plata                       | Argentina | Estadio Polideportivo Islas Malvinas       | 8,000      |
| 9 de febrero de 2013     | Santa Maria de Punilla              | Argentina | Aeródromo Santa María de Punilla           | 40,000     |
| 11 de febrero de 2013    | General Roca                        | Argentina | Predio de la Fiesta Nacional de la Manzana | 140,000    |
| 23 de febrero de 2013    | Santa Fe                            | Argentina | Costanera Oeste                            |            |
| 23 de marzo de 2013      | Rosario                             | Argentina | Anfiteatro Municipal Humberto de Nito      | 3,000      |
| 19 de abril de 2013      | La Plata                            | Argentina | Estadio Atenas                             |            |
| 26 de abril de 2013      | Buenos Aires                        | Argentina | Estadio Luna Park                          | 8,500      |
| 27 de abril de 2013      | Buenos Aires                        | Argentina | Estadio Luna Park                          | 8,500      |
| 30 de abril de 2013      | Buenos Aires                        | Argentina | Estadio Luna Park                          | 8,500      |
| 4 de mayo de 2013        | Buenos Aires                        | Argentina | Estadio Luna Park                          | 8,500      |
| 5 de mayo de 2013        | Buenos Aires                        | Argentina | Estadio Luna Park                          | 8,500      |
| 14 de mayo de 2013       | San Salvador de Jujuy               | Argentina | Estadio Federación                         |            |
| 15 de mayo de 2013       | Salta                               | Argentina | Microestadio Delmi                         |            |
| 17 de mayo de 2013       | San Miguel de Tucumán               | Argentina | Estadio Central Córdoba                    |            |
| 18 de mayo de 2013       | Santiago del Estero                 | Argentina | Plaza Añoranzas                            | 7,000      |
| 25 de mayo de 2013       | Buenos Aires                        | Argentina | Teatro Vorterix                            | 1,500      |
| 7 de junio de 2013       | Córdoba                             | Argentina | Plaza de la Música                         | 7,000      |
| 12 de junio de 2013      | Bahía Blanca                        | Argentina | Club Villa Mitre                           |            |
| 13 de junio de 2013      | Bahía Blanca                        | Argentina | Club Villa Mitre                           |            |
| 16 de junio de 2013      | Bariloche                           | Argentina | Club Bomberos Voluntarios                  |            |
| 18 de junio de 2013      | Comodoro Rivadavia                  | Argentina | Predio Ferial                              | 8,000      |
| 19 de junio de 2013      | Trelew                              | Argentina | Gimnasio Municipal N.º 1                   |            |
| 22 de junio de 2013      | Neuquén                             | Argentina | Estadio Ruca Che                           | 6,000      |
| 3 de agosto de 2013      | Tandil                              | Argentina | Anfiteatro Martin Fierro de Tandil         | 5,000      |
| 17 de agosto de 2013     | Junín                               | Argentina | Complejo Municipal General San Martín      |            |
| 24 de agosto de 2013     | Santa Fe                            | Argentina | Estadio Ángel P. Malvicino                 | 7,000      |
| 4 de septiembre de 2013  | San Fernando del Valle de Catamarca | Argentina | Club Sportivo Villa Cubas                  |            |
| 6 de septiembre de 2013  | Córdoba                             | Argentina | Plaza de la Música                         | 7,000      |
| 8 de septiembre de 2013  | Corrientes                          | Argentina | Anfiteatro Mario del Tránsito Cocomarola   | 7,500      |
| 22 de septiembre de 2013 | Monte Hermoso                       | Argentina | Plaza San Martín                           |            |
| 28 de septiembre de 2013 | San Carlos                          | Argentina | Anfiteatro Neyu Mapu                       | 13,000     |
| 8 de octubre de 2013     | Buenos Aires                        | Argentina | Microestadio Ferro Carril Oeste            |            |
| 17 de octubre de 2013    | San Francisco                       | Argentina | Club Bomberos Voluntarios                  |            |
| 19 de octubre de 2013    | San Luis                            | Argentina | Anfiteatro Ave Fénix                       | 10,000     |
| 24 de octubre de 2013    | Montevideo                          | Uruguay   | La Trastienda Club                         |            |
| 25 de octubre de 2013    | Montevideo                          | Uruguay   | La Trastienda Club                         |            |
| 26 de octubre de 2013    | Carmelo                             | Uruguay   | W Lounge                                   |            |
| 4 de noviembre de 2013   | Buenos Aires                        | Argentina | Ciudad del Rock                            |            |
| 6 de diciembre de 2013   | Rosario                             | Argentina | Anfiteatro Municipal Humberto de Nito      | 3,000      |
| 18 de enero de 2014      | Sunchales                           | Argentina | Centro Cultural Low                        | 3,000      |
| 25 de enero de 2014      | Mar del Plata                       | Argentina | Estadio Polideportivo Islas Malvinas       | 8,000      |
| 9 de febrero de 2014     | Neuquén                             | Argentina | Paseo de la Costa                          |            |
| 19 de febrero de 2014    | San Juan                            | Argentina | Parque de Mayo (San Juan)                  |            |
| 21 de febrero de 2014    | El Calafate                         | Argentina | Anfiteatro del Bosque                      |            |
| 22 de febrero de 2014    | Comodoro Rivadavia                  | Argentina | Estadio Municipal                          |            |
| 25 de febrero de 2014    | Trelew                              | Argentina | Gimnasio Municipal N.º 1                   |            |
| 3 de marzo de 2014       | Santa Maria de Punilla              | Argentina | Aeródromo Santa María de Punilla           | 35,000     |
| 5 de abril de 2014       | Montevideo                          | Uruguay   | Rural del Prado                            |            |
| 17 de abril de 2014      | Paysandú                            | Uruguay   | Anfiteatro del Río Uruguay                 |            |
| 26 de abril de 2014      | Buenos Aires                        | Argentina | Estadio Ferro Carril Oeste                 | 30,000     |
| 10 de mayo de 2014       | Rodeo del Medio                     | Argentina | El Santo Disco                             |            |
| 17 de mayo de 2014       | Paraná                              | Argentina | Club Echagüe                               |            |
| 31 de mayo de 2014       | Asunción                            | Paraguay  | Casco Antiguo                              |            |
| 1 de junio de 2014       | Corrientes                          | Argentina | Club Regatas                               |            |
| 4 de junio de 2014       | San Salvador de Jujuy               | Argentina | Antigua Estación del Ferrocarril Belgrano  |            |
| 6 de junio de 2014       | Salta                               | Argentina | Microestadio Delmi                         |            |
| 7 de junio de 2014       | San Miguel de Tucumán               | Argentina | Estadio Central Córdoba                    |            |
| 13 de septiembre de 2014 | Federación                          | Argentina | Anfiteatro Juancho Garcilazo               |            |
| 21 de septiembre de 2014 | San Juan                            | Argentina | Parque de Mayo (San Juan)                  |            |
| 3 de octubre de 2014     | Córdoba                             | Argentina | Plaza de la Música                         | 7,000      |
| 8 de octubre de 2014     | Villa General Belgrano              | Argentina | Parque Cervecero                           |            |
| 9 de octubre de 2014     | Córdoba                             | Argentina | Plaza de la Música                         | 7,000      |
| 18 de octubre de 2014    | Buenos Aires                        | Argentina | Estadio Ferro Carril Oeste                 | 30,000     |
| 29 de noviembre de 2014  | Rosario                             | Argentina | Anfiteatro Municipal Humberto de Nito      | 3,000      |
| 17 de diciembre de 2014  | Buenos Aires                        | Argentina | Estadio Luna Park                          | 8,500      |
| 18 de diciembre de 2014  | Buenos Aires                        | Argentina | Estadio Luna Park                          | 8,500      |
| 25 de enero de 2015      | Mar del Plata                       | Argentina | Playa Mute                                 | 10,000     |
| 6 de febrero de 2015     | General Roca                        | Argentina | Predio de la Fiesta Nacional de la Manzana |            |
| 16 de febrero de 2015    | Santa Maria de Punilla              | Argentina | Aeródromo Santa María de Punilla           |            |
| 9 de marzo de 2015       | Mendoza                             | Argentina | Teatro Griego Frank Romero Day             | 20,000     |
| 11 de septiembre de 2015 | Corrientes                          | Argentina | Anfiteatro Mario del Tránsito Cocomarola   | 7,500      |
| 18 de septiembre de 2015 | Posadas                             | Argentina | Bahía El Brete                             |            |
| 26 de septiembre de 2015 | Montevideo                          | Uruguay   | Teatro de Verano                           |            |
| 30 de octubre de 2015    | Córdoba                             | Argentina | Plaza de la Música                         | 7,000      |
| 5 de noviembre de 2015   | Neuquén                             | Argentina | Gimnasio del Parque Central                |            |
| 7 de noviembre de 2016   | Rada Tilly                          | Argentina | Skate Park                                 |            |
| 14 de noviembre de 2015  | San Pedro                           | Argentina | Balneario Municipal                        |            |
| 28 de noviembre de 2015  | Santiago                            | Chile     | Club Hípico de Santiago                    |            |
| 5 de diciembre de 2015   | Godoy Cruz                          | Argentina | Espacio Verde Luis Menotti Pescarmona      |            |
| 11 de diciembre de 2015  | Buenos Aires                        | Argentina | Estadio Luna Park                          | 8,500      |
| 12 de diciembre de 2015  | Buenos Aires                        | Argentina | Estadio Luna Park                          | 8,500      |
| 13 de diciembre de 2015  | Buenos Aires                        | Argentina | Estadio Luna Park                          | 8,500      |
| 22 de enero de 2016      | Mar del Plata                       | Argentina | Estadio Polideportivo Islas Malvinas       | 8,000      |
| 6 de febrero de 2016     | Santa Maria de Punilla              | Argentina | Aeródromo Santa María de Punilla           | 25,000     |
| 7 de febrero de 2016     | La Plata                            | Argentina | Estadio Ciudad de La Plata                 | 50,000     |
| 10 de febrero de 2016    | La Plata                            | Argentina | Estadio Ciudad de La Plata                 | 50,000     |
| 13 de febrero de 2016    | La Plata                            | Argentina | Estadio Ciudad de La Plata                 | 50,000     |
| 19 de febrero de 2016    | Fomento                             | Uruguay   | Café del Bosque                            |            |
| 14 de mayo de 2016       | Rosario                             | Argentina | Salón Metropolitano                        | 3,000      |
| 18 de mayo de 2016       | Buenos Aires                        | Argentina | Estadio Luna Park                          | 8,500      |

## Participaciones en TV
| Fecha              | Ciudad       | País      | Recinto      |
| ------------------ | ------------ | --------- | ------------ |
| América del Sur    |              |           |              |
| 1 de marzo de 2013 | Buenos Aires | Argentina | Pura Química |

## Mini shows
| Fecha              | Ciudad       | País      | Recinto      |
| ------------------ | ------------ | --------- | ------------ |
| América del Sur    |              |           |              |
| 11 de mayo de 2013 | Buenos Aires | Argentina | Estudios ION |

## Formación durante la primera parte de la gira
- Andrés Ciro Martínez - Voz y armónica (2009 - Actualidad)
- Juan Manuel Gigena Ábalos - Guitarra (2009 - Actualidad)
- Julián Isod - Batería (2009 - Actualidad)
- Rodrigo Pérez - Guitarra (2011 - Actualidad)
- Joao Marcos César Bastos - Bajo (2009 - Actualidad)
- Diego Mano - Teclados (2011 - 2012)

## Formación durante la segunda parte de la gira
- Andrés Ciro Martínez - Voz, guitarras y armónica (2009 - Actualidad)
- Juan Manuel Gigena Ábalos - Guitarra eléctrica (2009 - Actualidad)
- Julián Isod - Batería (2009 - Actualidad)
- Rodrigo Pérez - Guitarra rítmica (2011 - Actualidad)
- Joao Marcos César Bastos - Bajo (2009 - Actualidad)
- Nicolás Raffetta - Teclados (2012 - 2020)